# Мукка, Тимо

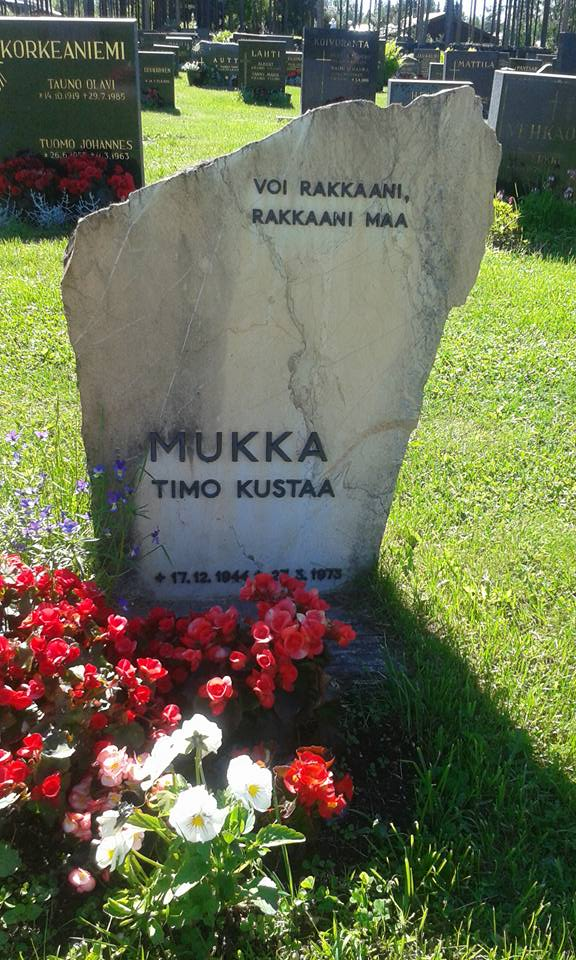
Могила Тимо К. Мукка на кладбище Пелло

Тимо Кустаа Мукка (фин. Timo Kustaa Mukka; 17 декабря 1944, Болльнес, Евлеборг, Швеция — 27 марта 1973, Рованиеми, Лапландия, Финляндия) — финский писатель
, поэт, сценарист, художник. Лауреат Государственной премии Финляндии по литературе (1966).

## Биография
Родился в Болльнесе, куда его семья была эвакуирована во время Лапландская войны. Научился читать и писать ещё до того, как пошёл в школу. Детство провёл в деревне Ораярви, где было значительное присутствие как коммунистов, так и христиан-лестадиан, и обе среды оказали значительное на него влияние.
В 1957 году заболел менингитом, изменившим его личность. Мучительные головные боли привели его в 1958 году к неудачной попытке самоубийства. А смерть отца побудила в 1962 году присоединиться к Свидетелям Иеговы. 
Талант к рисованию и литературному творчеству был замечен у него уже в ранней юности. Дебютировал в 19-летнем возрасте романом «Земля — грешная песня», удививившим зрелостью стиля и остротой поднятых нравственных проблем.
В 1964 году был призван в армию, но будучи пацифистом возражал против ношения оружия и отказался принимать присягу. После освобождения из армии опубликовал антивоенный рассказ Täältä jostakin, во многом основанный на личном опыте. В изданном впоследствии под названием «Табу» описывалось сексуальное и религиозное созревание молодой девушки. В 1980 году «Табу» был экранизирован, как «Милка». В 1969 году начал работу над книгой, описывающей мифы и культуру Лапландии, но так и не закончил её.
В конце 1960-х активно участвовал во многих художественных и культурных мероприятиях Хельсинки. В 1966 году вступил в Коммунистическую партию Финляндии и безуспешно баллотировался на выборах.
По его сценариям был снят ряд фильмов («Земля — это грешная песня» (1973), «Laulu Sipirjan lapsista» (1973), «Милка» (1980), «Табу» (1988)).
Умер от сердечного приступа.

## Избранные произведения
- Maa on syntinen laulu, (1964)
- Tabu (1965)
- Täältä jostakin (1965)
- Laulu Sipirjan lapsista (1966)
- Punaista (1966)
- Koiran kuolema (1967)
- Ja kesän heinä kuolee (1968)
- Lumen pelko (1970)
- Kyyhky ja unikko (1970)
- Nuoruuden romaanit (1988)